# 昆明榆
昆明榆（学名：Ulmus changii var. kunmingensis）为榆科榆属下的一个变种。

## 扩展阅读
- 維基物種上的相關：昆明榆